# Gekamde brandnetelsnuittor
De gekamde brandnetelsnuittor (Parethelcus pollinarius) is een keversoort uit de familie Rhynchitidae. Het is een soort van snuitkever afkomstig uit Europa.

## Kenmerken
Het lichaam is afgerond, de bovenkant vlakker dan de onderkant. Het is zwart van kleur, behalve de bruinachtige tarsi en antennes. Het is echter zo bedekt met vuilwitte schubben dat het er troebel en vlekkerig uitziet zonder duidelijke markeringen. 

## Naam
De geslachtsnaam Parethelcus is afgeleid van de geslachtsnaam Ethelcus en altgr. παρά, pará, "naast" afgeleid en bevat een deel van de soort die behoorde tot het ondergeslacht Ethelcus. Het geslacht is traditioneel een onderklasse van Ceutorhynchus.